# علی‌یار (شکی)
علی‌یار (به لاتین: Əliyar) یک منطقه مسکونی در جمهوری آذربایجان است که در شهرستان شکی واقع شده است. منطقه مسکونی علی‌یار ۵۴۹ نفر جمعیت دارد.